# Linda Carter (EastEnders)
Linda Carter , es un personaje ficticio de la serie de televisión EastEnders, interpretado por la actriz Kellie Bright desde el 19 de diciembre de 2013 hasta ahora.

## Biografía
Linda aparece por primera vez a finales de diciembre del 2013 cuando Shirley Carter y su hermana Tina Carter van al pub de su madre, cuando se encuentran se revela que Linda y Shirley  no se llevan bien luego de que años atrás Linda accidentalmente quemara el pub que ellos manejaban.
Una semana después Linda se muda a Walford junto a su esposo Mick Carter, su hijo Johnny Carter y su perrita Lady Di y se convierten en los nuevos dueños del pub "The Queen Vic". Poco después a la familia se les une su hija Nancy Carter mientras que su otro hijo Lee Carter se encuentra en Afganistán, cada vez que Linda habla sobre Lee se pone emocional.
Al inicio Linda tiene problemas con Sharon Watts, pero cuando se dan cuenta de que a las dos no les cae bien Linda se hacen amigas. Cuando Linda escucha a Johnny diciéndole a Mick que es gay queda destrozada y se culpa a ella misma. Aunque Mick intenta convencerla de apoyar Johnny, ella no acepta la orientación de su hijo e intenta hacer que comience a salir con Whitney Dean lo que ocasiona que Johnny se moleste, pero pronto Linda acepta la sexualidad de su hijo. Cuando Lady Di queda embarazada después de pasar un tiempo con Tramp, elperro de Abi Branning, Linda se molesta ya que había pensado en cruzarla con un perro pedigrí, con el fin de vender luego a los cachorros para así poder lograr obtener dinero extra para su familia.
Linda y Shirley continúan teniendo enfrentamientos en especial cuando Shirley se convierte en copropietaria del pub, por otro lado su amistad con Sharon también tiene problemas cuando Sharon decide abrir un nuevo pub cerca del de Linda y Mick, cuando Sharon contrata a Johnny en el bar, Linda le dice a su hijo que espíe por ella pero se molesta cuando Johnny no le dice nada. Cuando Johnny le pide a su familia que lo vayan a apoyar el día de la apertura del bar Linda le dice que no lo va a hacer sin embargo termina asistiendo.
Esa misma noche su pub termina quemándose cuando Stan Carter (el abuelo de Mick) deja caer accidentalmente un cigarrillo, Stan es rescatado por una persona misteriosa, cuando los Carter ven a la persona que rescató a Stan quedan encantados cuando descubren que era su hijo Lee Carter. Linda le dice a su hijo que puede hablar con ella pero se molesta cuando se da cuenta de que Lee siente que no puede confiar en ella para hablar sobre los horrores que había visto en la guerra. Cuando Lee tiene que regresar al ejército Linda queda destrozada.